# Oh, mio papà/Otto per otto: asino cotto
Oh, mio papà/Otto per otto: asino cotto è un 45 giri di Francesca Guadagno, pubblicato dalla Carosello (catalogo CI 20405) nel 1976. È il suo primo singolo su ambo i lati e, per di più, in qualità di cantante.

## Descrizione
Oh mio papà, presente sul lato A del disco, è la cover italiana di O mein Papa; che è una canzone tratta dal musical Der schwarze Hecht (Il luccio nero) del 1939. L’adattamento in italiano è di Vincenzo Ardo, mentre il testo originale è di Jürg Amstein e, la musica, di Paul Burkhard.
Otto per otto: asino cotto è il brano presente sul lato B del disco. Il testo è di Cristiano Minellono, mentre la musica è di Pino Massara (fratello maggiore di Natale).

## Tracce
Lato A
1. Oh, mio papà (O mein Papa) – 2:54 (edizioni musicali Accordo)

Lato B
1. Otto per otto: asino cotto – 3:00 (edizioni musicali Asso/Megao)